# براندون ليون
براندون ليون (بالإنجليزية: Brandon Lyon) هو لاعب كرة قاعدة أمريكي، ولد في 10 أغسطس 1979 في سولت ليك في الولايات المتحدة.

## وصلات خارجية
- براندون ليون على موقع دوري كرة القاعدة الرئيسي (الإنجليزية)
- براندون ليون على موقعبيزبول رفرنس.كوم (الدوري الرئيسي) (الإنجليزية)
- براندون ليون على موقعبيزبول رفرنس.كوم (الدوري الثانوي) (الإنجليزية)
- براندون ليون على موقع إي إس بي إن.كوم (أم.أل.بي) (الإنجليزية)
- براندون ليون على موقع مشجعي الرسوم البيانية (الإنجليزية)